# 24601 Valjean
24601 Valjean eller 1971 UW är en asteroid i huvudbältet, som upptäcktes 26 oktober 1971 av den tjeckiske astronomen Luboš Kohoutek vid Bergedorf-observatoriet. Den har fått sitt namn efter karaktären Jean Valjean i Victor Hugo´s Samhällets olycksbarn.
Den tillhör asteroidgruppen Flora.